# Presidenti del Sudafrica
I Presidenti del Sudafrica (in inglese President of South Africa, ufficialmente Presidenti della Repubblica del Sudafrica (in inglese President of the Republic of South Africa), succedutisi dal 1961 (data di indipendenza dal Regno Unito) ad oggi sono i seguenti.

## Lista
| N°                                               | Presidente | Presidente | Presidente                                   | Partito                      | Mandato           | Mandato           |
| N°                                               | Presidente | Presidente | Presidente                                   | Partito                      | Inizio            | Fine              |
| ------------------------------------------------ | ---------- | ---------- | -------------------------------------------- | ---------------------------- | ----------------- | ----------------- |
| Presidenti di Stato e Capi di Stato              |            |            |                                              |                              |                   |                   |
| 1                                                |            |            | Charles Robberts Swart (1894-1982)           | Partito Nazionale            | 31 maggio 1961    | 31 maggio 1967    |
| -                                                |            |            | Jozua François Naudé (1889-1969; ad interim) | Partito Nazionale            | 1º giugno 1967    | 10 aprile 1968    |
| 2                                                |            |            | Jacobus Johannes Fouché (1898-1980)          | Partito Nazionale            | 10 aprile 1968    | 9 aprile 1975     |
| -                                                |            |            | Johannes de Klerk (1903-1979; ad interim)    | Partito Nazionale            | 9 aprile 1975     | 19 aprile 1975    |
| 3                                                |            |            | Nicolaas Johannes Diederichs (1903-1978)     | Partito Nazionale            | 19 aprile 1975    | 21 agosto 1978    |
| -                                                |            |            | Marais Viljoen (1915-2007; ad interim)       | Partito Nazionale            | 21 agosto 1978    | 10 ottobre 1978   |
| 4                                                |            |            | Balthazar Johannes Vorster (1915-1983)       | Partito Nazionale            | 10 ottobre 1978   | 4 giugno 1979     |
| 5                                                |            |            | Marais Viljoen (1915-2007)                   | Partito Nazionale            | 19 giugno 1979    | 3 settembre 1984  |
| Presidenti di Stato e capi di Stato e di governo |            |            |                                              |                              |                   |                   |
| 6                                                |            |            | Pieter Willem Botha (1916-2006)              | Partito Nazionale            | 14 settembre 1984 | 15 agosto 1989    |
| 7                                                |            |            | Frederik de Klerk (1936-2021)                | Partito Nazionale            | 20 settembre 1989 | 10 maggio 1994    |
| Presidenti                                       |            |            |                                              |                              |                   |                   |
| 8                                                |            |            | Nelson Mandela (1918-2013)                   | Congresso Nazionale Africano | 10 maggio 1994    | 14 giugno 1999    |
| 9                                                |            |            | Thabo Mbeki (1942)                           | Congresso Nazionale Africano | 14 giugno 1999    | 24 settembre 2008 |
| 10                                               |            |            | Kgalema Motlanthe (1949)                     | Congresso Nazionale Africano | 25 settembre 2008 | 9 maggio 2009     |
| 11                                               |            |            | Jacob Zuma (1942)                            | Congresso Nazionale Africano | 9 maggio 2009     | 14 febbraio 2018  |
| 12                                               |            |            | Cyril Ramaphosa (1952)                       | Congresso Nazionale Africano | 15 febbraio 2018  | in carica         |

## Caratteri
Il presidente della Repubblica del Sudafrica è eletto dai membri dell'Assemblea nazionale, la camera bassa del Parlamento, e coincide con il leader del maggior partito uscito vittorioso dalle elezioni. Egli detiene i seguenti poteri:
- rappresenta lo Stato ed il governo del Sudafrica
- è il capo del governo
- nomina i ministri e i membri del governo
- conferisce le alte onorificenze dello Stato
- comandante in capo delle forze armate
- nomina il giudice-capo dello Stato
- approva le leggi e gli emendamenti ad esse
- può dichiarare guerra[3]